# 경영 시뮬레이션 게임

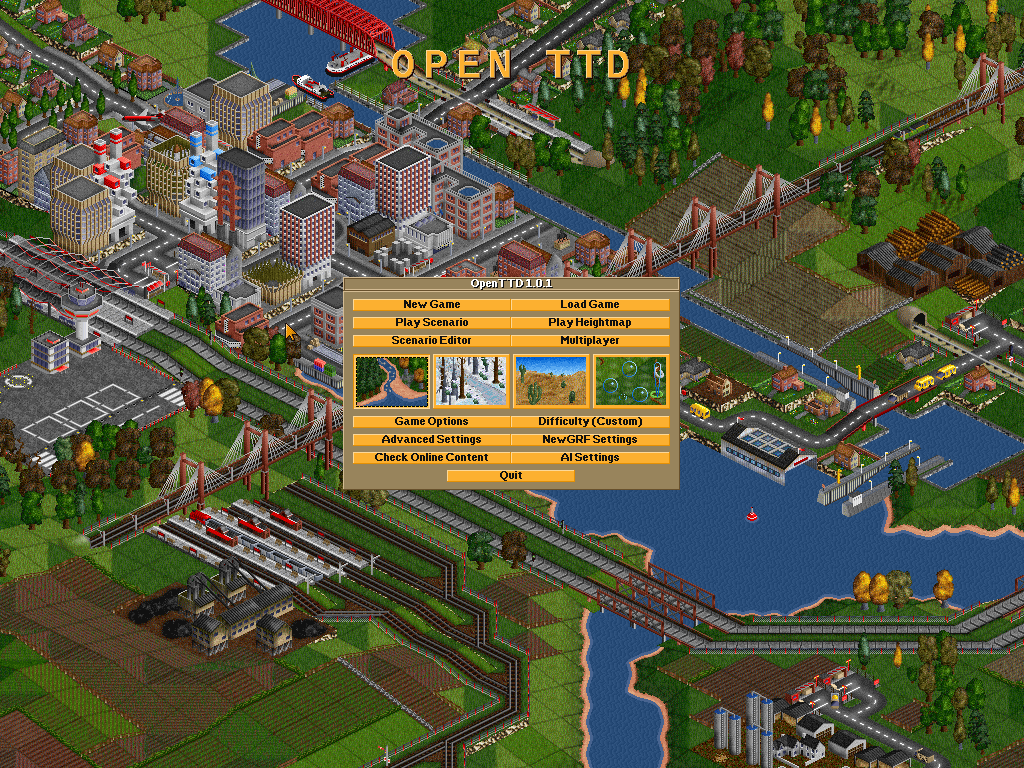

경영 시뮬레이션 게임은 병원, 놀이공원, 회사, 도시 등의 각종 사회를 경영하는 시뮬레이션 게임이다. 건물이나 물건의 건설, 배치, 보수, 철거 및 사람들의 각종 활동, 수입과 지출을 통해 좋은 상태에 도달하는 것이 기본 목적이다. 일반적으로 사회 구성원의 만족도가 높고, 이익이 많이 나면 좋은 상태이다. 대부분의 게임 타이틀은 구체적인 목적 없이 진행되므로 사용자의 선택에 따라 얼마든지 다양하게 즐길 수 있다. 키우는 대상이 생명체냐 아니냐에 따라 육성 시뮬레이션 게임과 경영 시뮬레이션 게임으로 구분이 된다.
경영 시뮬레이션 게임 가운데 도시와 같은 사회 제도적 요소를 키우는 게임(심시티, 문명 등)은 행정 시뮬레이션 게임이라고 부르기도 한다.
경영 시뮬레이션 게임 중에서는 심시티 시리즈가 제일 유명하다. 그리고 《테마공원》, 《롤러코스터 타이쿤》, 《벤처 타이쿤》, 2000년에 나온 《에어포트 타이쿤》 등의 게임들도 있다.

## 같이 보기
- 경영 시뮬레이션